# ذبیح‌الله محمدی
ذبیح‌الله محمدی(۱۳۲۰-۱۳ خرداد ۱۴۰۰ش)  نقاش خودآموخته در سال ۱۳۲۰ در روستای مال عاشور شهرستان الیگودرز لرستان به دنیا آمد. او نقاشی را از سنین پایین آغاز نمود، هرچند او نتوانست بیش از دو سال درس بخواند، امّا هیچ‌گاه دست از خواندن و نقاشی کشیدن نکشید. ذبیح‌الله نخست به تشویق پدر به خواندن شاهنامه و قرآن روی آورد و سپس داستانهای شاهنامه را برای خانواده و کم‌کم برای اهالی روستا می‌خواند. رفته رفته او تحت تأثیر نقاشی قهوه‌خانه‌ای و نقاشی ایرانی، نقاشی کشیدن را آغاز کرد. موضوعات داستان‌های او اغلب از شاهنامه، خمسه نظامی، هزار و یک شب، حملهٔ حیدری، قرآن و … بود. او بدون هیچ گونه امکاناتی شروع به نقاشی می‌کرد با زغال و حتی روغن سوختهٔ چراغ.

## زندگی‌نامه
ذبیح الله دوران کودکی خود را در روستای مال عاشور گذراند، او پس از ازدواج به شهر سربندر در استان خوزستان مهاجرت می‌کند و تا سال ۱۳۸۹ در این شهر می‌ماند، او پس از یک دورهٔ کوتاه زندگی در ازنا به تهران آمد. او صاحب ۴ پسر و ۳ دختر است. ذبیح الله محمدی در تاریخ 13 خرداد 1400 فوت نمود.

## آثار
نقاشی‌های ذبیح الله بسیار ساده و بدوی هستند. او تحت تأثیر هیچ هنرمند شناخته شده‌ای نیست و از این بابت نقاشی‌های او بسیار منحصر به فرد هستند. موضوعات او بیشتر داستانهای شاهنامه، قصه‌های قرآنی و همچنین داستانهای عامیانهٔ بختیاری است. تکنیک او اکثراً نقاشی با خودکار رنگی و بر روی مقواست. نقاشی‌های او نخستین بار و بدون اطلاع وی با نام گرگعلی لرستانی معرفی می‌شود که پس از اطلاع فرزندان وی نام اصلی او معرفی می‌شود.

## نمایشگاه‌ها
نمایشگاه‌های ذبیح الله محمدی به دو بخش تقسیم می‌شوند، نخست نمایشگاه‌هایی که آثار او با نام گرگعلی لرستانی و بدون اطلاع او برگزار گردید و دوم نمایشگاه‌هایی که با نام ذبیح الله محمدی و با حضور او برگزار شده‌است.

### با نام گرگعلی لرستانی
- سومین نمایشگاه هنرمندان غیررسمی، اوت سایدر آرت، گالری لاله، آذر ۹۴، تهران، ایران[۷]
- اوت سایدر آرت، گالری هان، آبان ۹۵، شیراز، ایران[۸]
- چهارمین نمایشگاه هنرمندان غیررسمی، اوت سایدر آرت، گالری دستان، تهران، ایران، آذر 1395[۹]
- هنرمندان خود آموخته، گالری هامر، آمستردام، هلند، 2018[۱۰]
- تاریخ جنگ، به انتخاب گوستاو گیاکوسا، موزه اولیوا پرتقال، 2018[۱۱]

### با نام ذبیح الله محمدی
- خیال در گذر زمان، نمایشگاه گروهی، فرهنگسرای ارسباران، ۱۳۸۵، تهران، ایران[۱۲]
- از آوردگاه و از بزم و از داستان، نمایشگاه انفرادی، گالری زمستان خانهٔ هنرمندان ایران، مهر ۹۶، تهران، ایران